# Casa Ventosa i Puig
La Casa Ventosa i Puig és una obra de Vilanova i la Geltrú (Garraf) protegida com a Bé Cultural d'Interès Local.

## Descripció
Es tracta d'un habitatge per a dues famílies entre mitgeres amb pati posterior. L'immoble és de planta sensiblement rectangular compost de planta baixa aixecada respecte al nivell del carrer i dues plantes pis sota coberta plana de la que sobresurt la caixa d'escala amb porxo. Consta de tres crugies amb l'escala lateral per la que també s'Il·luminen peces interiors. Les galeries posteriors actualment estan cobertes.
Les parets de càrrega són de paredat comú i totxo. Els forjats són de bigues de fusta i revoltó ceràmic. La volta d'escala és a la catalana.
La façana principal es compon segons tres eixos verticals que es corresponen amb tres crugies. La planta baixa té un finestral central i dos portals laterals d'arc rebaixat. El pis principal té un balcó corregut amb tres portals amb pilastres i petits frontons. El segon pis té un balcó central de menys dimensió i menys volada i dues finestres laterals. El coronament es compon de cornises amb mènsules, barana de terrat i frontó rodó.